# Hjorterod
Hjorterod (Seseli libanotis) er en nopret, flerårig urt. Den blomstrer i juni-juli med de typiske, endestillede skærme på de kraftige stængler. Arten er på sin nordvestlige grænse i Danmark og regnes for truet.

## Kendetegn
Hjorterod er en to- eller flerårig urt med en kraftig og furet, håret stængel. Bladene er modsat stillede og dobbelt fjersnitdelte med fligede afsnit. Blomstringen foregår i juni-juli, hvor man finder blomsterne samlet i endestillede skærme, der igen består af kompakte småskærme. De enkelte blomster er 5-tallige og regelmæssige med hvide kronblade. Frugterne er små, spaltefrugter, der deles i to ægformede og hårede nødder.
Rodsystemet består af en tyk, hvid pælerod med nogle få, tynde siderødder.
Hjorterod når en højde på lidt over 100 cm og en bredde på ca. 50 cm

## Hjemsted
Hjorterod har sin naturlige udbredelse i de centrale, sydlige og sydøstlige dele af Europa samt i Karpaterne. Arten har sin nordvestlige grænse i Norge, Sverige og Finland. I Danmark er dens udbredelse begrænset til de tørre kyster omkring Kattegat. Her findes den på lysåbne voksesteder med en jordbund, der er tør, kalkrig og næringsfattig.
Den lille ø, Hjelm, som ligger i det sydlige Kattegat ud for Djursland, har stejle skrænter, og her findes arten i krat og overdrevspræget vegetation sammen med bl.a. almindelig hyld, almindelig kamgræs, bakkejordbær, bjergperikon, blodrød storkenæb, blå anemone, dansk ingefær, draphavre, dunet havre, enghavre, fåresvingel, hulkravet kodriver, hundetunge, hvidtjørn, kantet konval, knoldrottehale, knoldet mjødurt, knoldet ranunkel, kornet stenbræk, kvast-høgeurt, markkrageklo, nikkende limurt, pigget star, rose (flere arter), slåen, smalbladet høgeurt, smalbladet klokke, spidskapslet star, tjærenellike, vedbend-vandranunkel og vild hør

## Galleri
- Vækstform
- Blade
- Stængler
- Frøstand
- Habitat

## Eksterne Links
- Arne og Anna-Lena Anderberg: Den virtuella floran – masser af oplysninger om nordiske plantearter (på (svensk))
- Naturbasen - Billeder og udbredelse i Danmark af Hjorterod